# إلهافو
إلهافو هي مدينة من مدن البرتغال. يبلغ عدد سكانها 38,598 نسمة وذلك حسب إحصائيات سنة 2011. تبلغ مساحتها 73.48 كم².

## توأمة
لإلهافو اتفاقيات توأمة مع كل من:
- صوفيا
- فونشال
- سانت جونز
- كوكسهافن
- غريندافيك

## أعلام
- تيريزا ماتشادو

## وصلات خارجية
- الموقع الرسمي